# Jean-Pierre Barère
Pour les articles homonymes, voir Barère.
Jean-Pierre Barère est un homme politique français né le 27 janvier 1758 à Tarbes (Hautes-Pyrénées) et décédé dans la même ville le 31 mars 1838.

## Biographie
Jean-Pierre Barère est issu d'une famille de la bourgeoisie de robe bigourdane. Il est le deuxième fils de Jean Barère, procureur au sénéchal de Bigorre et premier consul et échevin de la ville de Tarbes. Il est le frère cadet de Bertrand Barère, élu du tiers-état pour la sénéchaussée du Bigorre aux États-généraux de 1789, député des Hautes-Pyrénées à la Convention nationale et membre du Comité de Salut public.
Jean-Pierre Barère est bachelier en théologie et devient curé d'Auriébat en 1789. Il se déprêtrise lors de la déchristianisation de l'an II. Il fréquente la Société populaire de Tarbes durant la Révolution française.
Président du bureau de conciliation et haut-juré, il est élu député des Hautes-Pyrénées au Conseil des Cinq-Cents le 25 germinal an VI mais son élection est cassée par la loi du 22 floréal. Il est nommé conseiller général en 1800, puis conseiller de préfecture en 1803. Il termine sa carrière comme vice-président du tribunal civil de Tarbes.